# Kyréné (mytologie)
Kyréné (latinsky Cyrene, nebo Kyrene, řecky Κυρήνη) je v řecké mytologii dcerou Hypsea, krále Lapithů.
Jako dívka opovrhovala všemi domácími a ručními pracemi, raději lovila divou zvěř a ochraňovala tak otcova stáda. Když jednou zápasila s mohutným lvem, pozoroval ji bůh Apollón a pak se na ni ptal moudrého Cheiróna. Ten však již dávno věděl, že Apollónovi se statečná i sličná Kyréné zalíbila, dokonce i to, že Apollón ji hodlá pro sebe unést. Cheirón předpověděl, že ji bůh odvede do bohaté země a jeho hlavní město pojmenuje po ní. Tak se stalo, zamilovaný Apollón jí slíbil, že bude vládnout i věnovat se své lovecké vášni.
Kyréné Apollónovi porodila syna Aristaia a po něm ještě mladšího syna Idmóna, věštce. O výchovu Aristaia se postaraly nymfy, které mu vštípily mnohé užitečné znalosti o pěstování včel, šlechtění stromů, ale také o mlékařství a sýrařství.